# Friedrich Wilhelm von Laue

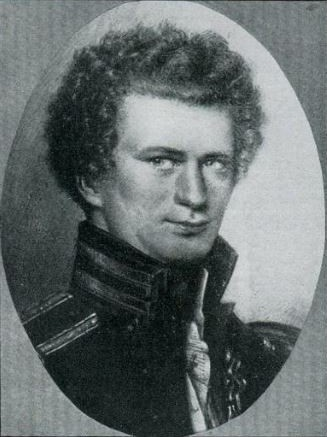
Friedrich Wilhelm von Laue

Friedrich Wilhelm Laue, ab 1858 von Laue, (* 29. Februar 1796 in Magdeburg; † 16. Dezember 1862 in Potsdam) war ein preußischer Generalmajor und Kommandant der Festung Saarlouis.

## Leben

### Herkunft
Seine Eltern waren der Amtmann Johann Friedrich Heinrich Laue (* 24. Oktober 1775; † 9. Januar 1816) und dessen Ehefrau Katharina Dorothea Friederike, geborene Herling (* 11. September 1769; † 26. Juli 1850).

### Militärkarriere
Im Vorfeld der Befreiungskriege wurde Laue am 4. Juli 1813 Sekondeleutnant im 5. Kurmärkischen Landwehr-Infanterie-Regiment der Preußischen Armee. Nach der Schlacht bei Dennewitz (6. September 1813) erhielt er das Eiserne Kreuz II. Klasse. 
Er kämpfte auch in den Schlachten bei Paris und bei Ligny, den Belagerungen von Wittenberg und von Magdeburg sowie bei den Gefechten bei Blankenstein, Seyda, Reims, Claye und Wavre.
Laue wurde nach dem Frieden von Paris am 28. Oktober 1816 der Garde-Artillerie-Brigade aggregiert und am 17. April 1817 als Premierleutnant einrangiert. Im Rahmen der preußisch-türkischen Zusammenarbeit schied er am 27. Mai 1824 aus der Armee aus und wechselte in osmanische Dienste. Nach seiner Rückkehr nach Deutschland wurde Laue am 12. August 1831 als Premierleutnant im I. Bataillon des 20. Landwehr-Regiments der Preußischen Armee angestellt. Hier stieg er im Juli 1832 zum Kompanieführer auf und wurde in dieser Eigenschaft am 6. Januar 1833 zum Kapitän befördert. Laue erhielt Ende April 1836 einen Urlaub, um in die Türkei zu gehen. Mit der Armeeuniform schied er daraufhin am 14. August 1837 aus der Preußischen Armee und trat am 20. September 1837 als Major wieder in osmanische Dienste.
Im nachfolgenden Krieg in Syrien von 1839/40 kämpfte Laue in der Schlacht bei Nisib. Für den Sturm auf Saida bekam er einen Ehrensäbel und die Beförderung zum Oberst. Ferner befand er sich am 10. Oktober 1840 beim Bombardement von Akkon und bekam dafür die türkische Goldene Medaille für den Feldzug in Syrien. Mit seiner Beförderung zum Generalmajor wurde Laue 1840 Kommandant der Forts an den Dardanellen. Dennoch nahm er am 24. August 1841 seinen Abschied aus türkischen Diensten und trat am 4. November 1841 wieder in die Preußische Armee ein.
Laue wurde zunächst als Major dem Generalstab aggregiert. Am 12. April 1842 kommandierte man ihn zum Generalstab des V. Armee-Korps. Nach seiner Einrangierung wurde er am 1. April 1847 in den Großen Generalstab versetzt. Daran schloss sich ab 16. Mai 1848 eine Verwendung im Generalstab der Armee sowie als erster persönlicher Adjutant des Prinzen von Preußen an. In dieser Eigenschaft erhielt Laue am 19. September 1848 den Roten Adlerorden III. Klasse mit Schwertern. Am 6. Januar 1849 wurde er zum Chef des Generalstabes im III. Armee-Korps ernannt. In dieser Stellung wurde Laue am 19. November 1849 Oberstleutnant und am 4. Mai 1850 zum Kommandanten von Saarlouis ernannt. Unter Belassung in dieser Stellung wurde er am 14. Mai 1850 dem Generalstab aggregiert und am 18. November 1850 à la suite gestellt. Am 22. September 1851 wurde er zum Oberst befördert und am 3. Oktober 1857 als Generalmajor mit Pension zur Disposition gestellt.

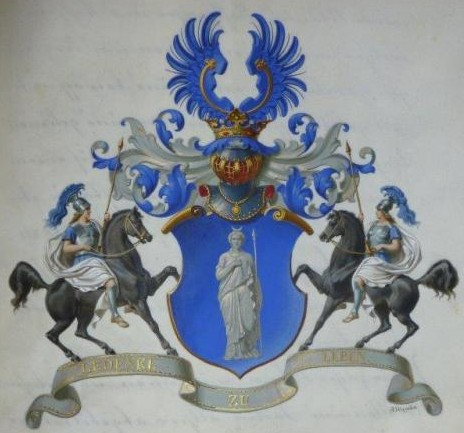
Wappen der Fam. von Laue

In Würdigung seiner langjährigen Verdienste erhob König Friedrich Wilhelm IV. Laue am 1. Januar 1858 in den erblichen preußischen Adelsstand. Wilhelm I. verlieh ihm am 18. Oktober 1861 den Roten Adlerorden II. Klasse mit Eichenlaub und Schwertern am Ringe.

### Familie
Laue heiratete am 17. Januar 1826 auf Hohenfeden Charlotte Wilhelmine von Arnim (* 19. Januar 1799; † 19. April 1868). Das Paar hatte folgende Kinder:
- Marie Friederike (* 9. Januar 1827; † 29. August 1831)
- Hans Friedrich Georg (* 16. Mai 1828; † 3. August 1866), preußischer Hauptmann im Garde-Schützen-Bataillon, starb an seiner Verwundung in der Schlacht bei Königgrätz ⚭ Jakobine von Arnim (* 30. Oktober 1835; † 1913)
- Hans Friedrich Heinrich (1829–1913), preußischer Generalleutnant ⚭ Antonie Beckmann (* 8. Dezember 1838)
- Friedrich Schmerzenreich Jakob (* 5. Juni 1831; † 6. Oktober 1836)